# Черентіно
Черентіно (італ. Cerentino) — громада  в Швейцарії в кантоні Тічино, округ Валлемаджа.

## Географія
Громада розташована на відстані близько 115 км на південний схід від Берна, 39 км на захід від Беллінцони.
Черентіно має площу 20,1 км², з яких на 1,3% дозволяється будівництво (житлове та будівництво доріг), 5% використовуються в сільськогосподарських цілях, 71,7% зайнято лісами, 21,9% не є продуктивними (річки, льодовики або гори).

## Демографія
2019 року в громаді мешкало 45 осіб (-25% порівняно з 2010 роком), іноземців було 6,7%. Густота населення становила 2 осіб/км².
За віковим діапазоном населення розподілялося таким чином: 8,9% — особи молодші 20 років, 53,3% — особи у віці 20—64 років, 37,8% — особи у віці 65 років та старші. Було 26 помешкань (у середньому 1,7 особи в помешканні).
Із загальної кількості 25 працюючих 10 було зайнятих в первинному секторі, 8 — в обробній промисловості, 7 — в галузі послуг.